# 朝永振一郎
朝永 振一郎（ともなが しんいちろう、1906年（明治39年）3月31日 - 1979年（昭和54年）7月8日）は、日本の物理学者。理学博士(東京帝国大学・1939年)。東京教育大学名誉教授。
相対論的に共変でなかった場の量子論を超多時間論で共変な形にして場の演算子を形成し、場の量子論を一新した。超多時間論を基に繰り込み理論の手法を発明、量子電磁力学の発展に寄与した功績によりノーベル物理学賞を受賞した。東京生まれで、少年時代以降は京都育ち。なお、朝永家自体は長崎県の出身。武蔵野市名誉市民。

## 生涯

### 生い立ちと学生時代
1906年、東京市小石川区小日向三軒町（現：文京区小日向）に、父・朝永三十郎（長崎県大村藩士の出）と母（埼玉県出身）の第二子（2男2女）で出生。幼少期は病弱であったと伝えられる。
父の三十郎は著名な哲学者（京都学派の一員）で、1913年に京都帝国大学教授就任に伴い、一家は京都市に転居し、錦林小学校に転校する。振一郎は次第に自然に興味を持つようになり、虫眼鏡で実験を行ったり、電信機や顕微鏡のレンズを自作するなどしていた。哲学者の息子だったが、後年に「哲学というものは私にとってはなはだ苦手で、どうしても歯がたたない」と語っている。しかし、しばしば他人から「あなたのいったり書いたりしていることは結構哲学的ですなどといわれる」とも述べている。
京都一中（現：京都府立洛北高等学校・附属中学校）、第三高等学校、京都帝国大学理学部物理学科を卒業。学生時代は女浄瑠璃や寄席に入り浸って、かなりの趣味人だったと伝えられる。

### 物理学者として

#### 京大助手
京都帝国大学理学部物理学科卒業後、京都帝国大学の無給副手に着任する。湯川秀樹（旧姓:小川）とは中学校、高等学校、帝国大学とも同期入学・同期卒業であった。無給副手時代、机も同じ部屋にあった（中学までは1学年上であったが、後に湯川が飛び級のため追いついた）。
この無給副手時代を後年振り返って、「湯川さんのこの勉強の進行ぶりに反して、不健康と無理な試験勉強ですっかり疲労困憊し、はげしい劣等感にとりつかれたものにとっては、そのようなむつかしい分野に進む決心はとても起らない。何かもっとやさしい仕事はないものか、何でもよいからほんのつまらないものたったひとつだけでもよいから仕事をし、あとはどこかの田舎で余生を送れたら、などと本気で考えていた。こんな暗い日が三年間ほどつづいたが、こういう状態からぬけ出させてくれたのは、仁科先生との出会いであった。」と語っている。

#### 第二次世界大戦時、理研・海軍時代
1931年、仁科芳雄の誘いを受け、理化学研究所仁科研究室の研究員に着任。
ドイツのライプツィヒ大学に留学し、ヴェルナー・ハイゼンベルクの研究グループで、原子核物理学や場の量子論を学んだ。
1937年、ニールス・ボーアが来日。
1941年、東京文理科大学（新制東京教育大学の前身校、現・筑波大学）教授。
理研時代からマグネトロン（磁電管）の発振機構の研究等を行い、レーダーの基幹技術にもなるマグネトロンの振動理論を完成させた。戦時下においては、湯川秀樹らと共に帝国海軍の電波兵器開発に協力し、海軍技術研究所（海軍島田実験所、第二海軍技術廠牛尾実験所）に所属した。「運転中のエンジンを電波で停止させる実験」や「ウサギへの電波兵器照射実験」などに成功し、驚異的な成果を上げたが、本願のB29撃墜兵器の開発には至らなかった。
1942年、遣独潜水艦作戦に成功した海軍は、入手したウルツブルグの情報や最新のハイゼンベルク論文を朝永振一郎に提供し、朝永は基にレーダー理論の研究を行っていた。朝永の理論をこれを応用した導波管の研究論文は機密指定され陸軍は閲覧できなかったことから、民間出身の南部陽一郎（陸軍技術中尉）に対し研究者との接触などの機会を狙い機密文書を盗み出すよう命令が下ったが、南部は朝永本人に直接頼むことにより入手したという。

#### 戦後
戦後、大戦中に行ったマグネトロンや立体回路の研究により、1948年に小谷正雄と共に日本学士院賞を受賞。
1949年、東京教育大学教授。
プリンストン高等研究所に滞在し、量子多体系の研究を行う。教授となってからも東京大学の学園祭（五月祭）で、特技のドイツ語による落語を演じるなどして、洒落っ気が多かった。
1946年、朝日賞を受賞した。「そのうち朝日賞をもらったが、これは大助かりであった。このお金をつぎこんで畳を十枚買い、学校の大久保分室のやけ残り小屋に居をかまえた。」と語った。(江沢洋編『科学者の自由な楽園』ー 十年のひとりごと に掲載)
1947年、量子電磁力学の発散の困難を解消するための繰り込み理論を形成し、繰り込みの手法を用いて、水素原子のエネルギー準位に見られるいわゆるラムシフトの理論的計算を行い、実測値と一致する結果を得た。この業績により、1965年秋にジュリアン・シュウィンガー、リチャード・ファインマンと共同でノーベル物理学賞を受賞した。しかし肋骨を折っており、12月のストックホルムでの授賞式には出席できなかった。朝永は先に受賞した湯川より年上であり、更に年上の川端康成が文学賞を受賞するまで日本人最高齢の受賞者となっていた。なお、朝永は湯川より先に亡くなっている。
1956年から1961年には東京教育大学長、1963年から1969年に日本学術会議会長を務めた。晩年は学校などでも講演を行い、自然科学の啓蒙にも積極的に取り組んだ。1978年喉頭癌により手術を行ったため声を失った、翌79年に再発悪化し亡くなった。墓所は京都市東本願寺の他、東京西部の多磨霊園にも分骨された。

## 略歴
- 1906年：東京市小石川区小日向三軒町（現：東京都文京区小日向）に朝永三十郎の子として生まれる。
- 1913年：父三十郎のドイツ留学を経て京都帝国大学教授就任に伴い一家で京都に転居。
- 1923年：京都府立京都一中（現在は京都府立洛北高等学校・附属中学校）卒業。
- 1926年：第三高等学校卒業。
- 1929年：京都帝国大学理学部物理学科卒業。京都帝国大学の無給副手に着任。
- 1931年：理化学研究所仁科研究室の研究員に着任。
- 1937年：ドイツのライプツィヒに留学。
- 1939年：帰国。留学中に執筆した論文 "Innere Reibung und Wärmeleitfähigkeit der Kernmaterie" によって東京帝国大学から理学博士号を取得。
- 1940年：結婚。
- 1941年：東京文理科大学（新制東京教育大学の前身校、現在は筑波大学）教授。
- 1942年：中間子の中間結合論（場の理論）
- 1943年：超多時間理論を完成。
- 1947年：くりこみ理論を発表。
- 1948年：「磁電管の発振機構と立体回路の理論的研究」により小谷正雄と共に日本学士院賞受賞。
- 1949年：東京教育大学教授。プリンストン高等研究所に滞在。量子多体系の研究を行う。
- 1951年：日本学士院会員。
- 1952年：文化勲章受章。
- 1953年：中間結合の体系理論を発表
- 1955年：東京大学原子核研究所を設立。
- 1956年：東京教育大学長（〜1961年）
- 1963年：日本学術会議会長（〜1969年）
- 1965年：ノーベル物理学賞受賞（それまでに1951-1952,1955-1957,1960,1963年の計7回候補となっていた。1952年の推薦人は湯川だった[13][14]）。
- 1969年：東京教育大学を定年退官。世界平和アピール七人委員会に参加。
- 1976年：勲一等旭日大綬章受章。
- 1979年：73歳にて死去。

## 著書
1949年に出版された『量子力学』は、日本語で書かれた量子力学の教科書の定番として長年読み継がれており、1963年には小柴昌俊による英訳版が刊行。更に1998年には『スピンはめぐる』の英訳版が刊行された。物理学・量子力学の一般向けの啓蒙書を多数執筆しており、歿後の1980年には『物理学とは何だろうか』で大佛次郎賞を受賞した。『量子力学』、『物理学とは何だろうか』は共に未完であった。みすず書房で「著作集」が没後出版された。

### 単行本
- 『量子力学』 第1巻、東西出版社、1948年。
- 『量子力学』 第1巻、東西出版社〈現代物理学大系 第25巻〉、1949年。
- 『量子力学的世界像』弘文堂〈アテネ新書 第2〉、1949年。
  - 『量子力学的世界像』弘文堂、1965年11月。ISBN 4-335-75001-3。
- 『物理学読本』学芸社、1951年。
- 『量子力学』 第1巻、学芸社〈物理学大系 基礎物理篇 第8巻 第1冊〉、1951年。
- 『量子力学』 第1巻、みすず書房、1952年5月。
  - 『量子力学 Ⅰ 第2版』みすず書房〈物理学大系 基礎物理篇 第8巻 第1冊〉、1969年12月。ISBN 4-622-02551-5。
- 『量子力学』 第2巻、みすず書房〈物理学大系 基礎物理篇 第8巻 第2冊〉、1953年。
  - 『量子力学 Ⅱ 第2版』みすず書房、1997年3月。ISBN 4-622-04105-7。
- 朝永振一郎（述）『原子論の発展』仁科記念財団、1962年。講演冊子
- 朝永振一郎（述）『放射能の話』仁科記念財団、1963年。講演冊子
- 『鏡のなかの世界』みすず書房、1965年。
  - 『鏡のなかの世界』みすず書房、1995年1月。ISBN 4-622-00409-7。
- 『科学と科学者』みすず書房〈みすず科学ライブラリー 8〉、1968年。
  - 『科学と科学者』みすず書房、1980年4月。
- 『スピンはめぐる　成熟期の量子力学』中央公論社〈自然選書〉、1974年。
  - 『スピンはめぐる　成熟期の量子力学』江沢洋注（新版）、みすず書房、2008年6月。ISBN 978-4-622-07369-7。 - 中央公論社版がCGSガウス単位系だったのに対し、新版ではMKSA単位系を採用している。
- 『庭にくる鳥　随筆集』みすず書房、1975年。
  - 『庭にくる鳥』みすず書房〈みすずライブラリー〉、1996年9月。ISBN 4-622-05005-6。
- 『鏡の中の物理学』講談社〈講談社学術文庫〉、1976年6月。ISBN 978-4-06-158031-2。
- 『わが師わが友』講談社〈講談社学術文庫〉、1976年8月。

- 『物理学とは何だろうか』
  - 『物理学とは何だろうか 上』岩波書店〈岩波新書 黄版〉、1979年5月。ISBN 4-00-420085-7。
  - 『物理学とは何だろうか 下』岩波書店〈岩波新書 黄版〉、1979年11月。ISBN 4-00-420086-5。
  - 『物理学とは何だろうか 朝永振一郎著作集 7』（新装）みすず書房〈著作集7〉、2001年12月。ISBN 4622051176。OL OL31732109M。全国書誌番号:20244577。オリジナルの2021年3月3日時点におけるアーカイブ。2022年3月31日閲覧。
- 『角運動量とスピン　『量子力学』補巻』亀淵迪・原康夫・小寺武康編、みすず書房、1989年4月。ISBN 4-622-04081-6。
- 江沢洋 編『量子力学と私』岩波書店〈岩波文庫〉、1997年1月。ISBN 4-00-311521-X。
- 江沢洋 編『科学者の自由な楽園』岩波書店〈岩波文庫〉、2000年9月。ISBN 4-00-311522-8。
- 江沢洋 編『プロメテウスの火』みすず書房〈始まりの本〉、2012年6月。ISBN 4-622-08354-X。
- 江沢洋 編『物理学への道程』みすず書房〈始まりの本〉、2012年12月。ISBN 4-622-08365-5。
- 『朝永振一郎　見える光、見えない光』平凡社〈STANDARD BOOKS〉、2016年10月。ISBN 4-582-53158-X。

### 著作集
- 『朝永振一郎著作集 1』串田孫一解説（箱入り）、みすず書房、1981年11月。ISBN 4622008017。
- 『朝永振一郎著作集 2』小谷正雄解説、みすず書房、1982年1月。ISBN 4622008025。
- 『朝永振一郎著作集 3』伏見康治解説、みすず書房、1983年1月。ISBN 4622008033。
- 『朝永振一郎著作集 4』桑原武夫解説、みすず書房、1982年3月。ISBN 4622008041。
- 『朝永振一郎著作集 5』小川岩雄解説、みすず書房、1982年9月。ISBN 462200805X。
- 『朝永振一郎著作集 6』玉木英彦解説、みすず書房、1982年11月。ISBN 4622008068。
- 『朝永振一郎著作集 7』伊藤大介解説、みすず書房、1982年5月。ISBN 4622008076。
- 『朝永振一郎著作集 8』牧二郎解説、みすず書房、1982年7月。ISBN 4622008084。
- 『朝永振一郎著作集 9』江沢洋解説、みすず書房、1983年3月。ISBN 4622008092。
- 『朝永振一郎著作集 10』西島和彦解説、みすず書房、1985年1月。ISBN 4622008106。
- 『朝永振一郎著作集 11』山口嘉夫解説、みすず書房、1983年7月。ISBN 4622008114。
- 『朝永振一郎著作集 12』松井巻之助解説、みすず書房、1983年9月。ISBN 4622008122。
- 『朝永振一郎著作集 別巻1』戸田盛和解説、みすず書房、1985年5月。ISBN 4622008130。
- 『朝永振一郎著作集 別巻2』小林稔解説、みすず書房、1985年7月。ISBN 4622008149。
- 『朝永振一郎著作集 別巻3』小沼通二解説、みすず書房、1985年9月。ISBN 4622008157。
  - 『朝永振一郎著作集 1　鳥獣戯画』（新装カバー版）みすず書房、2001年10月。ISBN 4-622-05111-7。
  - 『朝永振一郎著作集 2　物理学と私』みすず書房。ISBN 4-622-05112-5。
  - 『朝永振一郎著作集 3　物理学の周辺』みすず書房。ISBN 4-622-05113-3。
  - 『朝永振一郎著作集 4　科学と人間』みすず書房。ISBN 4-622-05114-1。
  - 『朝永振一郎著作集 5　科学者の社会的責任』みすず書房。ISBN 4-622-05115-X。- ISBN 4-622-05126-5（第1期set）
  - 『朝永振一郎著作集 6　開かれた研究所と指導者たち』みすず書房、2001年12月。ISBN 4-622-05116-8。
  - 『朝永振一郎著作集 7　物理学とは何だろうか』みすず書房。ISBN 4-622-05117-6。
  - 『朝永振一郎著作集 8　量子力学的世界像』みすず書房。ISBN 4-622-05118-4。
  - 『朝永振一郎著作集 9　マクロの世界からミクロの世界へ』みすず書房。ISBN 4-622-05119-2。
  - 『朝永振一郎著作集 10　量子電気力学の発展』みすず書房。ISBN 4-622-05120-6。- ISBN 4-622-05127-3（第2期set）
  - 『朝永振一郎著作集 11　量子力学と私』みすず書房、2002年1月。ISBN 4-622-05121-4。
  - 『朝永振一郎著作集 12　紀行と閑談』みすず書房。ISBN 4-622-05122-2。
  - 『朝永振一郎著作集 別巻 1　学問をする姿勢』みすず書房。ISBN 4-622-05123-0。
  - 『朝永振一郎著作集 別巻 2　日記・書簡』みすず書房。ISBN 4-622-05124-9。
  - 『朝永振一郎著作集 別巻 3　人と業績』みすず書房。ISBN 4-622-05125-7。- ISBN 4-622-05128-1（第3期set）

### 共著・編著・共編著
- 仁科芳雄、富山小太郎『量子力学　概論』共立社〈量子物理学 1〉、1938年。
- 水間正一郎、高尾磐夫『超短波磁電管』コロナ社、1948年。
- 『原子核から素粒子へ』藤岡由夫 共編、弘文堂、1949年。
- 弘文堂編輯部 編『物質とは何か』弘文堂〈アテネ文庫 第60〉、1949年。
- 共著『極超短波理論概説』リスナー社、1950年。
- 『物理学大系 第1篇 第6巻』共編、学芸社、1951年。
- 伏見康治共 編『現代自然科学講座』 第1巻～第12巻、弘文堂、1951-1952。
- 編『物理学読本』みすず書房、1952年。
  - 編『物理学読本』（第2版）みすず書房、1969年5月。ISBN 4-622-02503-5。
- 小谷正雄 共 編『極超短波磁電管の研究』みすず書房、1952年。
- 玉木英彦 共 編『仁科芳雄　伝記と回想』みすず書房、1952年。
- 編『物理の歴史』毎日新聞社〈毎日ライブラリー〉、1953年。
  - 編『物理の歴史』江沢洋解説、筑摩書房〈ちくま学芸文庫 Math&Science〉、2010年4月。ISBN 978-4-480-09285-4。
- 藤岡由夫 共 編『原子核から素粒子へ』弘文堂、1953年。
- 伏見康治 共 編『理論物理学新講座』 第1巻～第16巻、弘文堂、1953-1954。
- 編『宇宙線の話』岩波書店〈岩波新書〉、1960年。
- 湯川秀樹、坂田昌一 共 編『平和時代を創造するために　科学者は訴える』岩波書店〈岩波新書〉、1963年。
- 監修『原色フレンド百科大事典』文英堂、1967年。
- 湯川秀樹・坂田昌一 共 編『核時代を超える　平和の創造をめざして』岩波書店〈岩波新書〉、1968年。ISBN 4-00-411106-4。
- 湯川秀樹と『物理学者群像 対談』仁科記念財団、1972年。講演冊子
- 湯川秀樹、豊田利幸 共 編『核軍縮への新しい構想』岩波書店、1977年8月。
- 共著『素粒子の世界』学生社〈科学随筆文庫 5〉、1978年6月。

### 翻訳
- ポール・ディラック『量子力学』朝永振一郎ほか共訳、岩波書店、1954年。
  - ポール・ディラック『量子力学 第4版』朝永ほか全5名共訳、岩波書店、1968年4月。ISBN 978-4000061230。
    - 原著『量子力学【第4版・リプリント版】 The Principles of QUANTUM MECHANICS』みすず書房、1963年

  - ポール・ディラック『量子力学 第4版』共訳（改訂新版）、岩波書店、2017年11月。ISBN 978-4000061513。

### 英訳
- Shinichiro Tomonaga (1962). Quantum mechanics (Hardcover ed.). Interscience Publishers
- Shinichiro Tomonaga (January 1998). The Story of Spin (Hardcover ed.). Univ of Chicago Pr (Tx). ISBN 0226807932
- Shinichiro Tomonaga (October 1998). The Story of Spin (Paperbuck ed.). Univ of Chicago Pr (Tx). ISBN 0226807940

## 回想・伝記
- 『回想の朝永振一郎』、松井巻之助編、みすず書房、1980年、新版2006年
- 『著作集 別巻3　朝永振一郎・人と業績』、解説小沼通二、みすず書房、1985年、新版2002年。30名の回想
- 『追想 朝永振一郎』、伊藤大介編、中央公論社〈自然選書〉、1981年
- 加藤八千代『朝永振一郎博士　人とことば』、共立出版、1984年
- 中村誠太郎『湯川秀樹と朝永振一郎』、読売新聞社、1992年
- 『素粒子の世界を拓く　湯川秀樹・朝永振一郎の人と時代』、佐藤文隆監修、京都大学学術出版会〈学術選書〉、2006年

## 師匠・弟子
- 仁科芳雄 - 理化学研究所時代の師匠。
- 早川幸男 - 弟子で宇宙物理学者[15]。